# Armand de Périgord
Armand de Périgord (ou Hermann de Pierre-Grosse) (1178–1247?), de la famille des comtes de Périgord, fut maître de l'ordre du Temple

## Biographie
Il était le quatrième fils d'Hélie V, comte de Périgord surnommé Talleyrand et de Raymonde, fille de Raymond II, vicomte de Turenne.

## Maître de la province de Sicile et de Calabre
Il est parfois désigné comme maître de la province d'Apulie et de Sicile pour une période allant de 1205[réf. nécessaire] à 1232. Si le début exact de sa maîtrise n'est pas formellement attesté, on sait néanmoins que c'est Guillaume d'Orélie alors maître de Sicile et de Calabre qui reçut par un don daté de 1209 et signé par Frédéric II du Saint-Empire des biens dans la ville de Messine et qu'il obtint de ce même roi une confirmation des biens et des privilèges de l'ordre pour cette province et pour les Pouilles en 1210. Armand de Périgord n'est attesté en tant que maître de cette même province qu'à partir de 1229 lorsqu'il se fait lui aussi confirmer ces mêmes biens et privilèges.
Cette province apparaît au début de la période souabe du royaume de Sicile (à partir de 1196). Initialement, le sud de la péninsule correspondait à la province dite des Pouilles mais il semble qu'elle ait été séparée en deux provinces bien distinctes pendant plus d'un demi-siècle (jusqu'en 1265) avant d'être réunifiée en tant que province du royaume de Sicile. Pendant cette période, les Pouilles et la terre de labour formaient une autre province.

## Maître de l'Ordre du Temple
Il est élu maître de l'ordre en 1232. Il organisa l'attaque de Cana, de Safita et de Sephoria et combattit les Infidèles dans la région du lac de Tibériade. Toutes ces entreprises se soldèrent par un échec et diminuèrent la puissance de l'ordre.
En 1236, à la frontière entre la Syrie et la Cilicie, 120 chevaliers ainsi que des archers et turcopoles furent surpris dans une embuscade près de la ville de Darbsâk (Terbezek). Au début de la bataille qui s'ensuivit, les Templiers investirent la ville mais ils y rencontrèrent une forte résistance. Lorsque des secours arrivèrent de Damas pour aider les Infidèles, les Templiers furent massacrés. Il n'en resta pas même une vingtaine qui purent rejoindre leur forteresse d'Ascalon, à 20 km de là.
En septembre 1239, Armand arriva à Saint-Jean-d'Acre. Il y conclut un traité avec le sultan de Damas, comme les Hospitaliers l'avaient fait avec le Sultan d'Égypte. En 1244 le Sultan de Damas demanda l'assistance des Templiers pour repousser les Khwarezmiens d'Asie mineure. En octobre 1244, les forces fédérées des Templiers, des Hospitaliers et des Teutoniques, de concert avec celle du sultan de Damas, s'affrontèrent au sultan d'Égypte et à ses alliés Khwarezmiens à la bataille de La Forbie. La coalition des chrétiens et des mahométans syriens fut vaincue, laissant plus de 30 000 morts sur le champ de bataille. Quelques chevaliers du Temple et de l'Hôpital parvinrent à se réfugier à Saint Jean d'Acre, encore aux mains des forces chrétiennes. Le sort d'Armand de Périgord est incertain : on ne sait s'il est mort, ou s'il a été capturé - il aurait pu vivre jusqu'en 1247.

## Les hommes de son temps
Au cours de sa vie et comme maître de l'ordre du Temple, Armand de Périgord a côtoyé des hommes remarquables :